# Pere Lluís de Borja
Pere Lluís de Borja (Roma 1462 - Civitavecchia 1488). I Duc de Gandia (1488-1497) i Senyor de Llombai (1494-1497).

## Biografia
Senyor de Llombai, degut a la compra d'aquest títol per part de son pare, Roderic de Borja el 1483. Pere Lluís arribà a la península per prendre possessió del ducat i participar en la guerra de Granada, i hagué de suportar un moment tens entre les relacions de Roderic i Ferran, fins al punt que s'arribà al seu empresonament i a l'expropiació dels béns de la família. Després d'aquest període, l'any 1484, Pere Lluís fou alliberat i el 28 de maig va rebre el rang d'egregi del rei. Fora de la política també era actiu a la indústria sucrera i explotava tres trapigs.
Després de diverses gestions, finalment el 20 de desembre de 1484 rebia el títol ducal de Gandia, i totes les propietats que comportava el títol.
L'any 1486 s'inicien negociacions per al seu casament amb Maria Enríquez, cosina del rei; així se segellaria l'aliança amb el cardenal, qui s'havia convertit en l'interlocutor del rei Ferran a la seu papal. Per a Roderic era una manera d'enaltir la seua família a les cotes més altes de la noblesa.
Pere Lluís resultà ser un peó en l'ambiciosa política de son pare, durant el poc temps que residí a Gandia s'encarregà d'ampliar el palau ducal, amb la compra de cases contigües al seu palau, i inicià la compra de senyories de jurisdicció alfonsina situades dins del seu ducat. El 1487 torna a Roma, i mor a Civitavecchia l'any següent. En el seu testament, redactat el 14 d'agost de 1488, nomena al seu germà Joan.